# Кладбища Минска
Кладбища Минска — некрополи, находившиеся или находящиеся на территории Минска, или те, в которых с помощью минских похоронных служб хоронят умерших. Исторически почти все кладбище города находились за его пределами, но оказались в его пределах во время развития и расширения города. Точное количество кладбищ на территории Минска исследователям неизвестно, но большинство источников называет поимённо около 20 кладбищ.

## Исчезнувшие кладбища
К исчезнувшим кладбищам Минска относятся те, которые сейчас не существуют и были уничтожены на протяжении истории. Не нужно путать с закрытыми кладбищами, которые продолжают существование в рамках определённых территориальных границ.

### Самые древние некрополи
Одним из первых минских захоронений XII-XIII в. считается некрополь на Немиге , который был ликвидирован при строительстве метро. Также к числу древних захоронений относятся Сухаревские курганы IX-X вв., охраняемые законом, но частично разрушенные в связи с активным развитием инфраструктуры района Сухарево и наличием ограниченно действующего Сухаревского кладбища.

### Кладбища XVII-XIX вв.
Одним из древнейших исчезнувших кладбищ на территории Минска считается Слепянское кладбище, о котором упоминается ещё в XVII веке. В XIX веке здесь было кладбище, исчезнувшее в XX веке при застройке Минска. Обычно кладбища делились по национальному и религиозному назначению: Златогорское (для католиков и, возможно, униатов), еврейские (2 в начале XX века), татарское (для мусульман). Существовали несколько кладбищ для военнослужащих: Братское , Сторожевское, Госпитальное. Еврейское кладбище возле стадиона «Динамо» было уничтожено во время строительства стадиона. Остальные перечисленные кладбища были уничтожены в основном после Великой Отечественной войны. При этом эксгумация и перезахоронение умерших затронули в основном еврейское кладбище (район «Динамо») и частично Слепянское православное кладбище. Отдельные захоронения Златогорского кладбища сохранились возле костёла св. Роха. От Татарского кладбища сохранились отдельные памятники и одна ухоженная могила героя Великой Отечественной войны. Большая часть остальных кладбищ была ликвидирована только в плане износа памятников на захоронениях. В результате во время строительных работ в районе Сторожевского кладбища были найдены многочисленные человеческие кости и строительные работы были прекращены.

### Кладбища XX в.
В XX веке, во время немецкой оккупации 1941-44 гг., на территории современного Минска кладбища находились в 2-х местах: район Академии наук и 1-й больницы и северный сектор лесопарка между комплексом «Маяк Минска» и станцией метро «Борисовский тракт» (Солдатское кладбище). Ближе к концу оккупации, по наиболее подтверждённой версии, захоронения в районе Академии наук были перенесены на Солдатское кладбище. Последние были уничтожены после возвращения Красной армии в Минск  . На их месте был посажен лесопарк, который не сумел защитить могилы от мародёров. В конце 1980-х гг. часть захоронений ближе к современному проспекту Независимости была ликвидирована во время земляных работ, при этом кости солдат, выброшенные на поверхность земли, долго никто не убирал . Белорусская армия и Народный союз Германии по уходу за военными захоронениями перевозили погребённых с Солдатского кладбища на коллективное кладбище в Берёзе.

## Закрытые и ограниченно действующие кладбища
Часть православных и католических кладбищ, находившихся на территории Минска в XX в., постепенно стали смешанными благодаря новым советским захоронениям светского типа, а во второй половине XX в. стали закрытыми либо ограничено действующими.

### Закрытые кладбища
Ряд сельских православных кладбищ, которые вошли в территорию Минска во второй половине ХХ - начале XXI в. (Крупцы, Красная Слобода, Лошица) приобрели статус закрытых. Как правило, это значит, что никаких новых захоронений на них проводиться не будет. Но иногда на таких кладбищах возможно захоронение в одну могилу для родственников при условии предварительной кремации покойного. Военное кладбище — одно из редких закрытых, которое было основано на территории города, но, в отличие от Госпитального и Братского, сохранилось. В XX веке на их территории хоронили не только военнослужащих, но и ряд выдающихся деятелей культуры (например, Якуба Коласа).

### Ограниченно действующие кладбища
Преимущественно это деревенские кладбище, которые вошли в состав города. Исключение составляет Северное кладбище, которое было основано в 1970-х как исключительно городское. На этом кладбище разрешено подхоронение к родственникам. Также на некоторых из кладбищ (Уручье, Кальварийское, Петровщина) разрешены коммерческие захоронения. Среди кладбищ с ограниченным действием — Восточное (или Московское), на котором сейчас хоронят преимущественно выдающихся людей. Кальварийское кладбище также имело славу элитного католического кладбища до Октябрьской революции.

## Действующие кладбища
Все действующие кладбища за пределами Минска были основаны в конце ХХ - начале XXI века. Сегодня к этому типу относятся Михановичи, Западное и Колодищи. Единственный в Беларуси крематорий действует на территории ограниченно действующего Северного кладбища, но колумбарии для урн с прахом установлены не только на Северном, но и на Восточном, а также на многих других кладбищах.

## Практика ликвидации кладбищ
В советское время при отсутствии частной собственности на землю, уничтожение кладбища под нужды городской инфраструктуры было обычной практикой. Но современные законы Республики Беларусь позволяют ликвидацию кладбища только через 100 лет после последнего захоронения. При этом возможно только преобразовать бывшие кладбища в парк или другой элемент рекреации. Никакой застройки на месте уничтоженных кладбищ закон не позволяет проводить. Единственный известный случай разрушения кладбищ в истории Минска как столицы независимой Беларуси связан с окончательной ликвидацией Слепянского кладбища в 2004 году. Ещё один такой инцидент произошёл в мае 2016 года, когда во время расширения ул. К. Либкнехта была уничтожена часть Лютеранского сквера и исчезнувшее Лютеранское кладбище. (Правда, в ответ на протесты минчан и лютеранской общины г. Гродно с конца мая найденные человеческие останки начали отправлять в крематорий вместо полигона мусора). При этом допускается ликвидация кладбища с выносом останков умерших на новое место захоронения, как это было при ликвидации Солдатского кладбища в 2014-15 гг. Реставрационные работы на кладбище обычно проводятся городскими службами по согласию с родственниками умерших, как это было на закрытом кладбище Крупцы.
При этом обычной практикой сегодня является окружить кладбище почти со всех сторон различными объектами городской инфраструктуры: паркингами, заводами, супермаркетами, бизнес-центрами — по причине высокой стоимости земли в Минске.

## Другие некрополи и захоронения
На территории Минска есть различные мемориальные комплексы и индивидуальные могилы за пределами исчезнувших и существующих кладбищ. Обычно они имеют отношение ко времени сталинских репрессий или Великой Отечественной войны. Так, места массовых расстрелов в Куропатах и Лошицком яре и отдельные могилы советских солдат в детском Парке Челюскинцев и на территории Всехсвятской церкви фактически являются некрополями, которые охраняются законом, как и городские кладбища.